# Fistularia commersonii
Fistularia commersonii és un peix marí estès en aigües tropicals i subtropicals que inclouen el Mar Roig i a través d'ell ha entrat per la migració lessepsiana a la mar Mediterrània cap a l'any 2000.

## Morfologia
Aquest peix és notable per tenir el seu cos inusualment allargat i prim. El seu cos és de color gris verdós a marró amb dues bandes blaves a la part posterior. Pot arribar a fer 1,6 metres de llargada. És comestible.